# Ralf Nolten
Ralf Nolten (* 19. Mai 1964 in Winden) ist ein deutscher Politiker (CDU). Er ist seit 2017 Abgeordneter im Landtag von Nordrhein-Westfalen.

## Leben
Nolten wurde als zweites von drei Kindern eines technischen und einer kaufmännischen Angestellten geboren. Er wuchs in Winden, einem Ortsteil der Gemeinde Kreuzau im Kreis Düren auf. Dort besuchte er die katholische Grundschule St. Urban. 1983 macht er am Stiftischen Gymnasium in Düren sein Abitur. Nach dem Wehrdienst begann er 1984 in Bonn an der Uni Bonn mit dem Studium der Agrarwissenschaften. Es schloss sich nach einem Praktikum das Hauptstudium der Wirtschafts- und Sozialwissenschaften des Landbaus an. 1990 wurde er Diplom-Agraringenieur. 1997 promovierte er als Dr. agr. Er arbeitete damals als  Dozent für Agrarpolitik und ländliche Entwicklung an der Andreas-Hermes-Akademie, der Bildungseinrichtung des Deutschen Bauernverbandes. Ab 2000 kehrte er an die Universität Bonn zurück. Dort ist er als wissenschaftlicher Mitarbeiter, Studienberater und Dozent beim Institut für Lebensmittel und Ressourcenökonomie beschäftigt.
Er ist in vielen örtlichen Vereinen tätig. Ralf Nolten ist seit 1996 verheiratet, hat drei Söhne und wohnt in Winden.

## Politik
1994 wurde Nolten in der Kreuzauer Gemeinderat gewählt. Vorher war er bereits seit 1989 sachkundiger Bürger. Derzeit (2017) ist er im Gemeinderat Fraktionsvorsitzender der CDU. Seit 1999 ist er Kreistagsabgeordneter.
Nolten wurde bei der Landtagswahl in Nordrhein-Westfalen 2017 im  Landtagswahlkreis Düren II – Euskirchen II mit 44 % der Erststimmen in Direktwahl in den Landtag Nordrhein-Westfalen gewählt. Er wurde Nachfolger von Rolf Seel, der sich nicht mehr zur Wahl stellte. Bei der Landtagswahl 2022 verteidigte er das Direktmandat mit 43,5 % der Erststimmen.